# 落水難題
落水難題是一個流傳於網際網路上的倫理困境難題，問題的大意是「媽媽和男／女友同時落入水裡，你會先救誰？」這個題目的前提是「你」有能力在水中救人，而且對象並沒有自行脫困的能力。這個問題有一些變體，例如把「落入水裡」改成「身陷火場」或其他類似的危險環境，或是把媽媽改成其他血親，把「男／女友」改成「丈夫／妻子」，但問題原意大致相同，亦即「當血親和愛人同時身陷困境時，會先救哪一方？」。
落水難題可以得到三種答案，「先救媽媽」、「先救男／女友」或其它。
1. ↑  . 自由時報. 2015-11-25  [2017-06-10]. （原始内容存档于2018-12-09） （中文（臺灣））.
2. ↑  王嘉慶. . 蘋果日報. 2015-01-29  [2017-06-10]. （原始内容存档于2017-08-13） （中文（臺灣））.